# Pomezí
Pomezí (tschechisch früher Limberk, deutsch Laubendorf) ist eine Gemeinde mit 1026 Einwohnern in Tschechien. Seine Ortsmitte liegt drei Kilometer südöstlich der Stadt Polička. Die Gemeinde gehört zum Okres Svitavy.

## Geographie
Das Waldhufendorf erstreckt sich annähernd in Ost-West-Richtung in 640 m bis 560 m ü. M. in der Böhmisch-Mährische Höhe zu beiden Seiten des Bílý potok (Weißbach). Nachbarorte sind Květná im Norden, Radiměř und Stašov im Südosten, Modřec im Süden sowie Polička im Westen, wo Pomezí fließend in die Obere Vorstadt (Horní Předměstí) übergeht. Über die nördlichen Fluren des Dorfes verläuft in 620 m über N. N. die Europäische Hauptwasserscheide.

## Geschichte
Das Dorf Lewendorf wurde einige Jahre vor 1265 gegründet. Dies geht aus einer von König Ottokar II. im Jahre 1265 ausgestellten Urkunde hervor, in welcher Konrad von Lewendorf beauftragt wird, die Stadt Politschka zu gründen. In dieser Urkunde wird das Dorf als bestehend erwähnt. Die Kolonisten kamen verschiedenen Indizien zufolge aus Oberfranken. Sie waren darin geübt, geschlossene Waldgebiete in mehr als 600 Metern Höhenlage zu roden und Acker- und Wiesengelände aus ihm zu machen.
Der Zwittauer Kommunalpolitiker und Heimatforscher Karl Lick (1859–1935) (Ps. Carol), Oberdirektor der Zwittauer Sparkasse, 1918 bis 1935 Bürgermeister der Stadt, 1929 Ehrenbürger, schreibt in seinem 1910 veröffentlichten Buch „Die Geschichte der Stadt Zwittau und ihrer Umgebung“: „Das Dorf Laubendorf verdankt nicht der mit dem Jahre 1265 von Politschka ausgehenden, sondern einer etwas älteren Kolonisierung, als deren Ausgangspunkt die Burg Fürstenberg/Swojanow zu betrachten ist, sein Entstehen. - Nur Riegersdorf wurde von Politschka aus besiedelt.“ – An einer anderen Stelle seines Buches schreibt Lick: „Laubendorf verdankt sein Entstehen jenem Konrad von Lewendorf, der die Stadt Politschka anlegte“. – Lick nennt keine Quellen für seine Aussagen. Folgendes Faktum spricht aber für Licks Aussage: Im Jahre 1557 teilten die Herrschaftsinhaber auf der Burg Svojanov (Dieser Name hatte inzwischen den ursprünglichen Namen „Fürstenberg“ verdrängt.), die Brüder Hertwig und Johann Zehusicky, ihren Besitz in drei Verwaltungsteile, den Svojanover Anteil, den Laubendorfer Anteil und den Kurauer Anteil. Unter den über 30 genannten Dörfern befindet sich nicht Laubendorfs Nachbarort Riegersdorf. Riegersdorf gehörte bis zu der von Kaiser Josef II. verfügten Aufhebung der Grundherrschaft immer zur Herrschaft Politschka, während die Laubendorfer Einwohner der Herrschaft Bistrau, die Svojanover Gebiet war, unterstanden. – Daraus muss gefolgert werden, dass Konrad von Lewendorf, bevor er die Gründung der Stadt Politschka anging, Dörfer auf Grund und Boden, der der Burg Fürstenberg zustand, angelegt hatte, darunter eben Laubendorf. Vielleicht stammte die Zusage an ihn, er dürfe in Laubendorf ein Gasthaus betreiben, schon aus dieser Zeit. – Über die Herkunft des Lokators gibt es nur Vermutungen. Keine von ihnen ist stichhaltig.
Über 90 Jahre dauert es, bis der Ort ein zweites Mal erwähnt wird: In der Urkunde, in welcher Papst Clemens VI. im Jahre 1350 die Gründung des Bistums Leitomischl bestätigt, wird "Lauwendorf" als zu diesem Bistum gehörender Pfarrort bestätigt.
1557 und 1592 finden sich die ersten Namen der Dorfbewohner in 2 Dokumenten. Die von der Herrschaft Bistrau ausgestellten Urbare nennen im ersten Fall 79 Namen, darunter ca. 40 Bauern, im zweiten Fall 102 Namen. In beiden Dokumenten finden sich fast nur deutsche Familiennamen, obwohl zu der angrenzenden Stadt Politschka/Polička seit dem 2. Viertel des 15. Jahrhunderts eine Sprachgrenze besteht.
Dass die Kolonisation gelungen ist, zeigt das stetige Anwachsen der Zahl der Anwesen im Lauf der Jahrhunderte. Nur eine einzige Unterbrechung erfuhr diese Entwicklung, als um das Jahr 1600 7 Bauern des Unterortes abgemeiert wurden, damit der Bistrauer Grundherr seinen Meierhof anlegen konnte. Während des Dreißigjährigen Krieges trat eine Stagnation in der Zunahme der Häuser auf; doch alle 14 infolge der Kriegswirren wüst liegenden Höfe und Häusleranwesen hatten 30 Jahre nach Kriegsende wieder einen Besitzer. In der 2. Hälfte des 18. Jahrhunderts hob Kaiserin Maria Theresia das Verbot der Hofteilung auf, so dass in der Folgezeit viele Häusleranwesen entstanden. Einen weiteren kräftigen Zuwachs der Anzahl der Anwesen gab es in der Zeit der Ersten Tschechoslowakei, als die Ende des 19. Jahrhunderts gegründete örtliche Raiffeisenkasse in der Lage war, zinsgünstige Kredite zu vergeben.
Die östliche Ortsgrenze ist die Grenze zu Mähren. Die westliche Ortsgrenze war seit dem Beginn der Hussitenkriege auch Sprachgrenze zum Tschechischen. Dennoch kam unter den nunmehr tschechischen Einwohnern der Stadt Politschka der tschechische Dorfname Limberk erst nach 1540 in Gebrauch.
1938 lebten in Laubendorf ca. 1750 Einwohner, davon waren 94 % Deutsche und 6 % Tschechen. Die Einwohner waren fast ausnahmslos katholisch.
Nach dem Münchner Abkommen wurde der Ort dem Deutschen Reich zugeschlagen und gehörte bis 1945 zum Landkreis Zwittau.
Nach dem Zweiten Weltkrieg im Mai 1945 wurden die deutschen Bewohner im Zuge der Vertreibung der Deutschen aus der Tschechoslowakei zum Verlassen des Ortes gezwungen. Das erste Drittel der Einwohner wurde am 13. Juli 1945 in die sowjetische Besatzungszone vertrieben. Die Namensliste dieser Heimatvertriebenen ist verlorengegangen. Es existiert jedoch ein Brief, aus dessen Inhalt hervorgeht, dass 500 Personen zu vertreiben sind. Der Rest der Einwohner wurde in mehreren Transporten im Jahre 1946 überwiegend in die amerikanische Besatzungszone abgeschoben. Die Namenslisten der Transporte am 26. März 1946, am 3. und 4. Juni 1946 und am 3. Juli 1946 sind im Státní oblastní archiv Zámrsk archiviert.
Das Dorf wurde 1950 in Pomezí umbenannt.

## Sehenswürdigkeiten

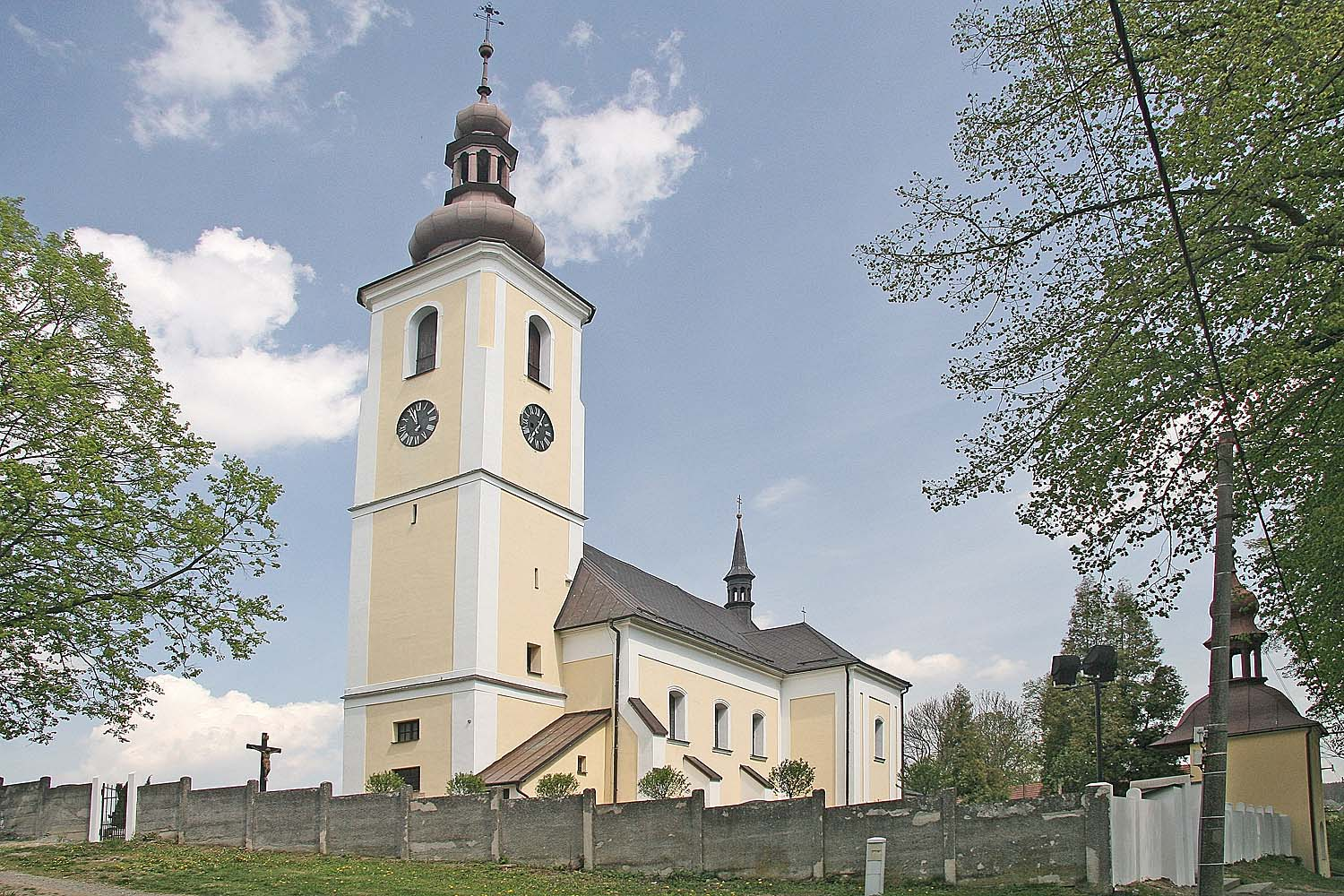
St.-Georgs-Kirche

Der Ort besitzt eine dem hl. Georg geweihte barocke Kirche aus dem Jahr 1727, die 2005 unter anderem mit Spenden der früheren deutschen Einwohner renoviert wurde, und eine steinerne Dreifaltigkeits-Statue aus dem Jahre 1717.

## Söhne und Töchter
- Franz Glaser sen. (1822–1885), Baumeister und Bürgermeister von Dornbach bei Wien
- Stefan Kruschina (1912–1991), deutscher Theologe und römisch-katholischer Priester